# Нарти

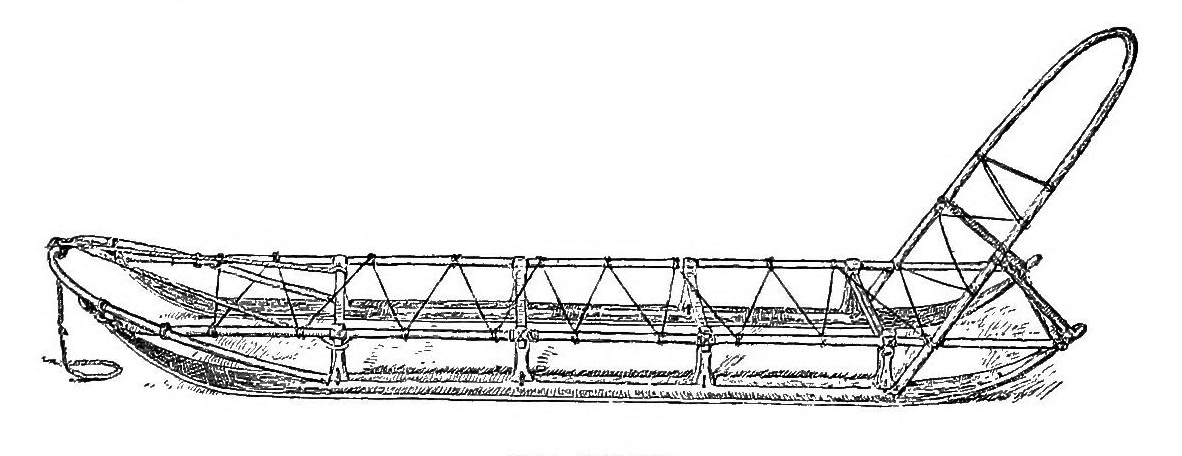
Нарти Нансена із його гренландської експедиції

На́рти — вузькі довгі сани, якими користуються для їзди на оленях та собаках. Нарти поширені в районах Північного Заходу Росії (Ненецький АО і Ямало-Ненецький АО), Сибіру і Далекого Сходу. Найважливіший елемент північного упряжного собаківництва і оленярства. Походження слова нарти остаточно не з'ясовано: за однією з версій, воно походить від саам. і комі nart («сани»), за іншою — пов'язане з прасл. *rъtъ (у значенні «носок взуття»).
Згідно зі словником Даля, оленяча упряж нарт складається з таких елементів: шкіряної петлі чи шлейки на шиї, від якої йде одиночний посторонок (еса), пропущений між передніми ногами оленя і прикріплений до барка (чурки). В оленячому запрягу 3-4 тварини, крайній ліворуч чи передній є вожаком і пущений на чверть корпусу вперед, до його рогів прикріплена віжка (уткел, метыне). Погонич нарт називається каю́р, при управлінні запряжкою він використовує довгу жердину — хоре́й. Самець може тягнути 120 кг (8 пудів) кладі, самиця — 100 кг (6 пудів). Собача упряжка аналогічна оленячій, віжки відсутні.
У тундрі мало шляхів, а болотиста місцевість не проїжджа для воза на колесах. Через це в тундрі цілий рік їздять на легких санях-нартах, які добре ковзають як по снігу, так і по моху. На нартах ненці-оленярі перевозять свої розібрані чуми.